# Chloumecký hřbet
Chloumecký hřbet (někdy zván též Chlumecký hřbet či častěji jednoduše Chlum) je geomorfologický okrsek při jižním okraji Turnovské pahorkatiny ležící v okrese Mladá Boleslav, ve Středočeském kraji. Území okrsku zvenčí vymezují sídla Mladá Boleslav na severozápadě, Domousnice na východě, Ledce na jihovýchodě a Dobrovice na jihu. Na hřbetu a zejména jeho svazích leží množství dalších menších sídel (obce a vesnice).

## Charakter území

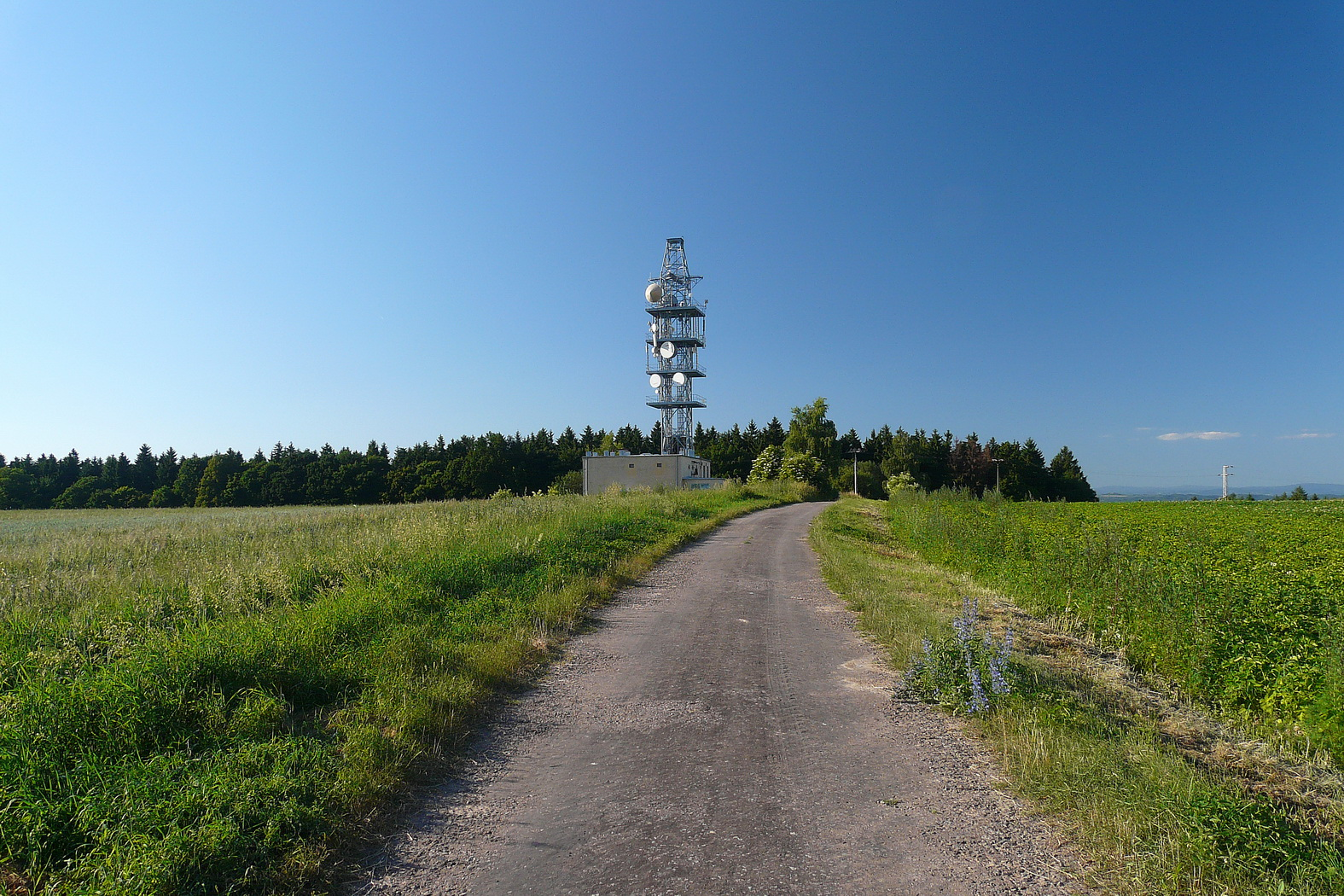
Vrchol U doubku s vysílačem

Hřbet tvoří rozvodí mezi Klenicí na severu a Vlkavou na jihu, rozvodnice probíhá při hraně příkřejšího zalesněného severního svahu. Na několika místech Chloumeckého hřbetu jsou příčná údolí se sezónními či trvalými drobnými toky, z nichž nejvýznamnější jsou Žerčický potok a Trnávka se soustavami rybníčků. V celém území je několik malých vrstevných pramenů a při úpatí svahů menší rybníky (u Jemník, Dolánek, Března). Hřbet je zalesněn ze 40%, především na obvodových svazích středně velkými lesy s převahou dubu a habru. Na severním svahu rostou bučiny a hojné borové a smrkové porosty, na jižních svazích jsou četnější sady a křoviny.
V západní části leží výrazný val Švédské šance – zbytky slovanského hradiště z 9. století a místo dalekých výhledů k západu. Další hradiště, a později i tvrz, stávaly o kilometr jižněji za vsí Chloumek v místě zvaném Na Hrádku – zachovaly se ale jen terénní nerovnosti. Na území hřbetu jsou vyhlášeny přírodní parky Chlum a Čížovky.

## Geomorfologické členění
Okrsek Chloumecký hřbet náleží do celku Jičínská pahorkatina a podcelku Turnovská pahorkatina. Dále se již nečlení. Hřbet sousedí s dvěma okrsky Turnovské pahorkatiny (Mladoboleslavská kotlina na severu, Jičíněveská pahorkatina na východě) a s dvěma okrsky Dolnojizerské tabule (Luštěnická kotlina na západě a jihu a Jabkenická plošina na jihovýchodě).

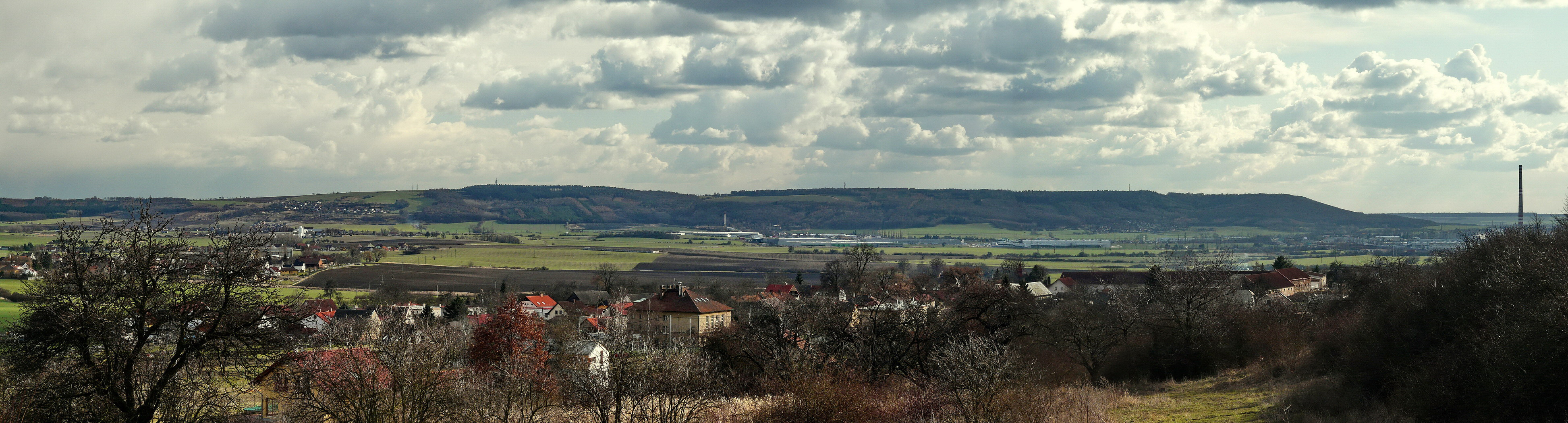
Chloumecký hřbet ze svahu Baby

## Významné vrcholy
Nejvyšším bodem Chloumeckého hřbetu je vrchol U doubku (367 m n. m.).
- U doubku (367 m)
- Švédské šance (366 m)
- Kněžský (366 m)
- Křemenice (336 m)
- Telib (322 m)